# Mateusz Prus
Mateusz Prus (ur. 9 marca 1990 w Zamościu) – polski piłkarz grający na pozycji bramkarza.

## Kariera klubowa
Prus jest wychowankiem AMSPN Hetman Zamość, z którego w 2005 trafił do Amiki Wronki. Dwa lata później wrócił do rodzinnego miasta i podpisał kontrakt z Hetmanem Zamość. Klub opuścił w przerwie zimowej sezonu 2009/2010, by przenieść się do Zagłębia Sosnowiec. W nowym klubie spędził tylko pół roku, bo już latem 2010 wyjechał do Holandii, gdzie związał się umową z Rodą JC Kerkrade. W Eredivisie zadebiutował w lutym 2011 podczas spotkania z Heraclesem Almelo. Po zakończeniu sezonu 2013/2014 opuścił Holandię i 24 września 2014 podpisał roczną umowę z Ruchem Chorzów. Pół roku później, nie rozegrawszy ani jednego spotkania, rozwiązał kontrakt z klubem i przeniósł się do Chrobrego Głogów. W czerwcu 2021, po zakończeniu sezonu 2020/2021, postanowił zakończyć karierę sportową.

## Kariera reprezentacyjna
9 czerwca 2010 Prus rozegrał swoje pierwsze i zarazem ostatnie spotkanie w reprezentacji Polski do lat 21. Zespół przegrał 0:1 z Luksemburgiem, bramkę wpuścił jednak Wojciech Małecki, który w 46. minucie zastąpił Prusa w bramce.

## Statystyki kariery klubowej
(aktualne na dzień 1 lipca 2021).
| Klub                      | Sezon              | Liga               | Liga  | Liga   | Puchar kraju | Puchar kraju | Kontynentalne | Kontynentalne | Suma  | Suma   |
| Klub                      | Sezon              | Liga               | Mecze | Bramki | Mecze        | Bramki       | Mecze         | Bramki        | Mecze | Bramki |
| ------------------------- | ------------------ | ------------------ | ----- | ------ | ------------ | ------------ | ------------- | ------------- | ----- | ------ |
| Hetman Zamość             | 2008/09            | II liga            | 9     | 0      | 0            | 0            | –             | –             | 9     | 0      |
| Hetman Zamość             | 2009/10            | II liga            | 19    | 0      | 3            | 0            | –             | –             | 22    | 0      |
| Hetman Zamość             | Łącznie            | Łącznie            | 28    | 0      | 3            | 0            | 0             | 0             | 31    | 0      |
| Zagłębie Sosnowiec        | 2009/10            | II liga            | 11    | 0      | 1            | 0            | –             | –             | 12    | 0      |
| Zagłębie Sosnowiec        | Łącznie            | Łącznie            | 11    | 0      | 1            | 0            | 0             | 0             | 12    | 0      |
| Roda JC Kerkrade          | 2010/11            | Eredivisie         | 8     | 0      | 0            | 0            | –             | –             | 8     | 0      |
| Roda JC Kerkrade          | 2011/12            | Eredivisie         | 10    | 0      | 0            | 0            | –             | –             | 10    | 0      |
| Roda JC Kerkrade          | 2012/13            | Eredivisie         | 5     | 0      | 0            | 0            | –             | –             | 5     | 0      |
| Roda JC Kerkrade          | 2013/14            | Eredivisie         | 0     | 0      | 0            | 0            | –             | –             | 0     | 0      |
| Roda JC Kerkrade          | Łącznie            | Łącznie            | 23    | 0      | 0            | 0            | 0             | 0             | 23    | 0      |
| Ruch Chorzów              | 2014/15            | Ekstraklasa        | 0     | 0      | 0            | 0            | –             | –             | 0     | 0      |
| Ruch Chorzów              | Łącznie            | Łącznie            | 0     | 0      | 0            | 0            | 0             | 0             | 0     | 0      |
| Chrobry Głogów            | 2014/15            | I liga             | 3     | 0      | 0            | 0            | –             | –             | 3     | 0      |
| Chrobry Głogów            | Łącznie            | Łącznie            | 3     | 0      | 0            | 0            | 0             | 0             | 0     | 0      |
| Raków Częstochowa         | 2015/16            | II liga            | 1     | 0      | 0            | 0            | –             | –             | 1     | 0      |
| Raków Częstochowa         | Łącznie            | Łącznie            | 1     | 0      | 0            | 0            | 0             | 0             | 1     | 0      |
| Świt Nowy Dwór Mazowiecki | 2016/17            | III liga           | 31    | 0      | 2            | 0            | –             | –             | 33    | 0      |
| Świt Nowy Dwór Mazowiecki | 2017/18            | III liga           | 24    | 0      | 3            | 0            | –             | –             | 27    | 0      |
| Świt Nowy Dwór Mazowiecki | 2018/19            | III liga           | 34    | 0      | 0            | 0            | –             | –             | 34    | 0      |
| Świt Nowy Dwór Mazowiecki | 2019/20            | III liga           | 5     | 0      | 0            | 0            | –             | –             | 5     | 0      |
| Świt Nowy Dwór Mazowiecki | 2020/21            | III liga           | 24    | 0      | 1            | 0            | –             | –             | 25    | 0      |
| Świt Nowy Dwór Mazowiecki | Łącznie            | Łącznie            | 118   | 0      | 6            | 0            | 0             | 0             | 124   | 0      |
| Łącznie w karierze        | Łącznie w karierze | Łącznie w karierze | 184   | 0      | 10           | 0            | 0             | 0             | 194   | 0      |

## Statystyki kariery reprezentacyjnej
| #  | Data           | Reprezentacja | Miejsce                 | Przeciwnik      | Rezultat | Gole | Rozgrywki       |
| -- | -------------- | ------------- | ----------------------- | --------------- | -------- | ---- | --------------- |
| 1. | 9 czerwca 2010 | U-21          | Junglinster, Luksemburg | Luksemburg U-21 | 0:1      |      | Mecz towarzyski |